# Paris Saint-Germain Football Club 2013-2014
Questa voce raccoglie le informazioni riguardanti il Paris Saint-Germain Football Club nelle competizioni ufficiali della stagione 2013-2014.

## Stagione

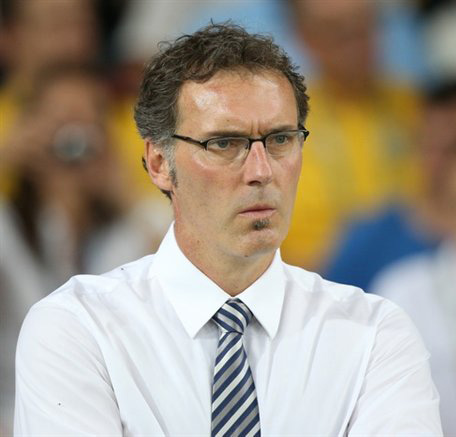
Laurent Blanc, allenatore del PSG campione di Francia 2013-2014

L'estate 2013 fa registrare due addii in casa Paris Saint-Germain: Carlo Ancelotti lascia la panchina per accasarsi al Real Madrid, mentre Leonardo si dimette dalla carica di direttore sportivo per una lunga squalifica comminatagli. Come nuovo allenatore viene designato Laurent Blanc, campione del mondo nel 1998 ed europeo nel 2000 con la Francia, di cui è stato poi commissario tecnico nel triennio 2010-2012.
Il PSG comincia la stagione nel migliore dei modi, aggiudicandosi per la terza volta la Supercoppa di Francia battendo il Bordeaux nella partita giocata in Gabon. Un match dove i campioni di Francia si sono ritrovati in svantaggio, ma che hanno saputo raddrizzare grazie al pareggio siglato dall'esordiente Ongenda e dalla rete decisiva in pieno recupero di Alex. Altrettanto difficoltoso l'inizio di campionato: il PSG pareggia 1-1 le prime due partite, a Montpellier e in casa contro l'Ajaccio, per poi vincere 2-1 sul campo del Nantes. Gli uomini di Blanc continuano a non convincere, tanto da superare il Guingamp soltanto nei minuti di recupero. Il PSG inizia a carburare dalla quinta partita, quando supera in trasferta il Bordeaux offrendo la prima prova veramente convincente. Si delinea sin dall'inizio un duello al vertice della classifica con il Monaco di Claudio Ranieri: dopo il pareggio dello scontro diretto al settimo turno, i parigini vincono le successive tre gare e dalla decima giornata volano al comando solitario della classifica. Dopo un passaggio a vuoto a Saint-Etienne, di cui approfitta il Monaco riagganciandolo in testa, il PSG si riporta due lunghezze avanti nella settimana successiva e da quel momento parte una fuga che proietta gli uomini di Blanc a +4 alla quindicesima giornata. In questo periodo i parigini sono al massimo della loro forma, vincendo quattro partite e demolendo a suon di gol Lorient, Reims e Lione. Il 4 dicembre il PSG rimedia la prima sconfitta stagionale sul campo dell'Évian TG, mentre si avvicina alla vetta un'antagonista inattesa: il Lilla. I parigini rispondono al meglio, umiliando il Sochaux e piegando a domicilio il Rennes. Nell'ultimo turno del girone d'andata il Monaco perde l'anticipo in casa contro il Valenciennes, consegnando al PSG il titolo di campione d'inverno conseguito nel pareggio interno contro il Lilla.

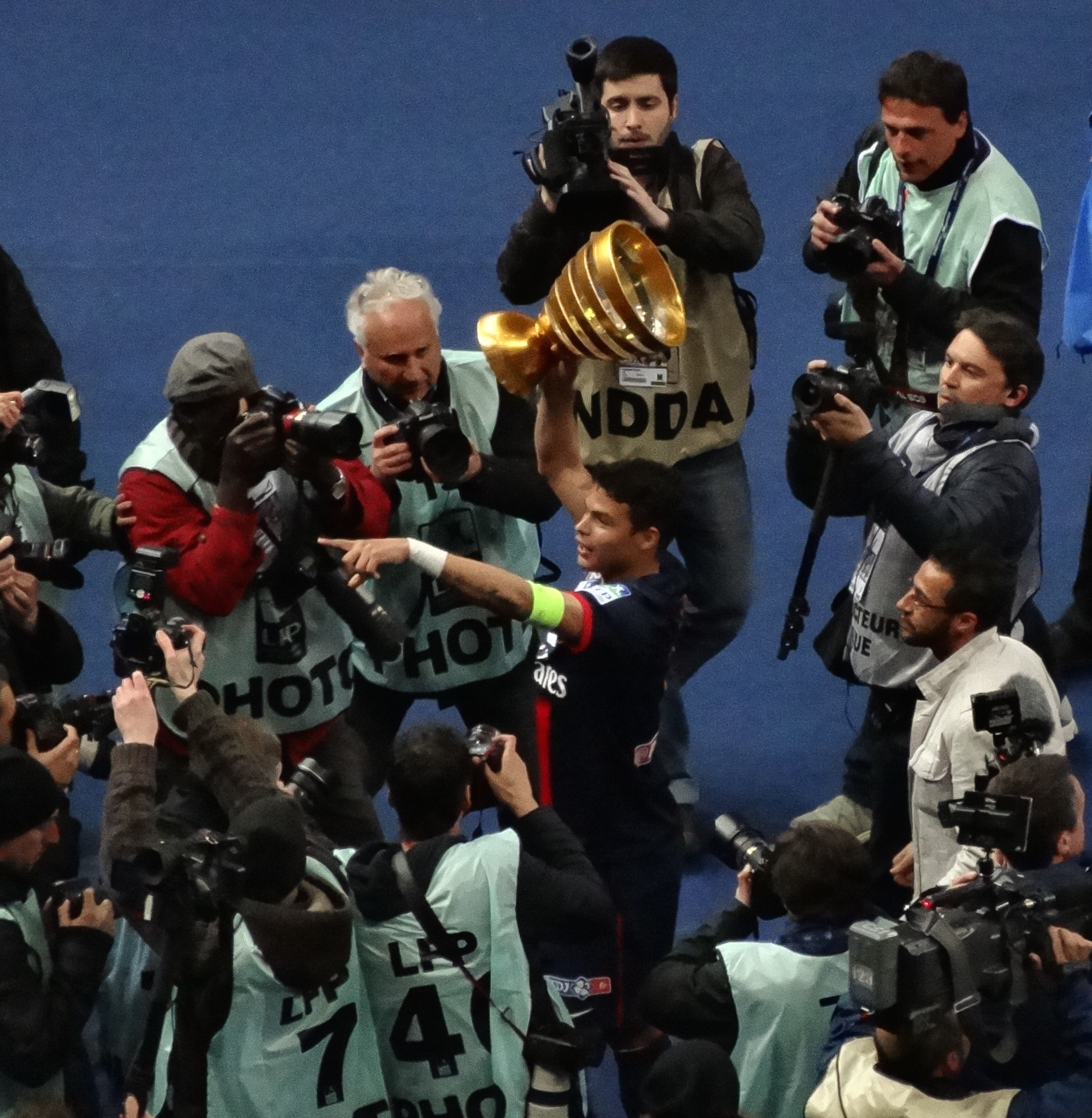
Il capitano parigino Thiago Silva mostra ai fotografi il trofeo della Coupe de la Ligue 2013-2014

Nel girone di ritorno la forbice tra i campioni di Francia e il resto del gruppo si allarga, complice il rendimento altalenante di Monaco e Lilla. Il PSG esce indenne dallo scontro diretto con i monegaschi, da cui prende il via la miglior striscia positiva del campionato con otto vittorie consecutive che fanno presagire la possibilità di festeggiare il titolo con largo anticipo. Complice la fatica del finale di stagione e la concomitanza degli impegni europei, i parigini rimediano contro il Lione la loro seconda sconfitta in campionato e vengono fermati sul pareggio dal Sochaux, senza mettere comunque in discussione la conquista del torneo: la rete di Matuidi nel finale della gara interna contro l'Évian TG permette di mantenere il più che rassicurante margine di 10 punti di vantaggio sul Monaco. Il 7 maggio il PSG festeggia la matematica certezza del quarto titolo di Ligue 1, il secondo consecutivo, senza nemmeno scendere in campo: decisivo il pareggio del Monaco contro il Guingamp, mentre i parigini possono stappare lo spumante prima di perdere la loro terza partita (la prima in casa) contro il Rennes. Le ultime vittorie contro Lilla e Montpellier chiudono un campionato dominato dall'inizio alla fine dalla squadra di Blanc, alla conquista della seconda Ligue 1 da allenatore dopo la vittoria con il Bordeaux nel 2008-2009.
Il palmarès del PSG nella stagione 2013-2014 si arricchisce, oltre a Ligue 1 e Supercoppa, anche della Coppa di Lega: con la quarta vittoria i parigini diventano la squadra ad aver alzato più volte il trofeo. Un cammino iniziato con la vittoria ai supplementari contro il Saint-Etienne, seguito da un successo esterno a Bordeaux e dalla vittoria in semifinale contro il Nantes. L'atto conclusivo, il 19 aprile allo Stade de France, ha visto il PSG prevalere 2-1 sul Lione grazie alla doppietta di Cavani, capocannoniere della manifestazione con quattro marcature. Finisce con largo anticipo invece il cammino in Coppa di Francia: dopo aver superato facilmente il Brest nei sedicesimi, gli uomini di Blanc vengono sconfitti in casa dal Montpellier.
È dal fronte europeo che nascono le maggiori aspettative per il PSG. Nel girone di Champions League trova Benfica, Olympiacos e Anderlecht. La qualificazione viene ipotecata con le prime tre vittorie: si comincia con un 4-1 in Grecia, seguito da un comodo 3-0 interno (maturato nel primo tempo) contro i portoghesi e finalizzato da un 5-0 esterno in Belgio. Dopo il pari casalingo contro l'Anderlcht, il PSG supera in extremis l'Olympiacos e conquista la qualificazione agli ottavi con un turno d'anticipo. Questo rende vano il ko dell'ultimo match contro il Benfica. Il sorteggio per gli ottavi mette il PSG di fronte al Bayer Leverkusen, liquidato con un 4-0 in trasferta nella prima partita, chiuso da un secondo successo per 2-1 nel return match. Ai quarti l'avversario è il Chelsea di José Mourinho: la vittoria 3-1 di Parigi illude i francesi, sconfitti 2-0 nel ritorno a Stamford Bridge ed eliminati per la seconda edizione consecutiva ai quarti di finale.

## Maglie e sponsor
| Casa | Trasferta | Terza divisa |  |

## Rosa
| N. |                    | Ruolo | Calciatore              |
| -- | ------------------ | ----- | ----------------------- |
| 1  | Francia (bandiera) | P     | Nicolas Douchez         |
| 2  | Brasile (bandiera) | D     | Thiago Silva (capitano) |
| 3  | Francia (bandiera) | D     | Mamadou Sakho           |
| 4  | Francia (bandiera) | C     | Yohan Cabaye            |
| 5  | Brasile (bandiera) | D     | Marquinhos              |
| 6  | Francia (bandiera) | D     | Zoumana Camara          |
| 7  | Francia (bandiera) | C     | Jérémy Ménez            |
| 8  | Italia (bandiera)  | C     | Thiago Motta            |
| 9  | Uruguay (bandiera) | A     | Edinson Cavani          |
| 10 | Svezia (bandiera)  | A     | Zlatan Ibrahimović      |
| 13 | Brasile (bandiera) | D     | Alex                    |
| 12 | Francia (bandiera) | C     | Mathieu Bodmer          |
| 14 | Francia (bandiera) | C     | Blaise Matuidi          |
| 16 | Francia (bandiera) | P     | Mike Maignan            |
| 17 | Brasile (bandiera) | D     | Maxwell                 |
| 20 | Francia (bandiera) | C     | Clément Chantôme        |

| N. |                        | Ruolo | Calciatore           |
| -- | ---------------------- | ----- | -------------------- |
| 21 | Francia (bandiera)     | D     | Lucas Digne          |
| 22 | Argentina (bandiera)   | A     | Ezequiel Lavezzi     |
| 23 | Paesi Bassi (bandiera) | D     | Gregory van der Wiel |
| 24 | Italia (bandiera)      | C     | Marco Verratti       |
| 25 | Francia (bandiera)     | C     | Adrien Rabiot        |
| 26 | Francia (bandiera)     | D     | Christophe Jallet    |
| 27 | Argentina (bandiera)   | C     | Javier Pastore       |
| 29 | Brasile (bandiera)     | C     | Lucas                |
| 30 | Italia (bandiera)      | P     | Salvatore Sirigu     |
| 31 | Francia (bandiera)     | D     | Antoine Conte        |
| 33 | Haiti (bandiera)       | A     | Jean-Eudes Maurice   |
| 34 | Francia (bandiera)     | C     | Neeskens Kebano      |
| 35 | Francia (bandiera)     | A     | Hervin Ongenda       |
| 37 | Mali (bandiera)        | D     | Kalifa Traoré        |
| 38 | Francia (bandiera)     | A     | Kingsley Coman       |

## Calciomercato

### Sessione estiva(dall'11/06 al 02/09)
La rosa dei campioni di Francia si arricchisce di nuovi innesti di grande valore. In difesa arrivano i giovani Marquinhos e Digne, per una spesa complessiva superiore ai 46 milioni di €. Ulteriori 64,5 milioni sono spesi per assicurare a Blanc un nuovo formidabile attaccante: Cavani, proveniente dal Napoli. Salutano Parigi Sakho e Gameiro, passati rispettivamente al Liverpool e Siviglia, oltre a Le Crom e Beckham che chiudono le rispettive carriere agonistiche.
| Acquisti | Acquisti                 | Acquisti              | Acquisti                    |
| R.       | Nome                     | da                    | Modalità                    |
| -------- | ------------------------ | --------------------- | --------------------------- |
| P        | Mike Maignan             | Paris Saint-Germain 2 | contratto da professionista |
| D        | Antoine Conte            | Paris Saint-Germain 2 | contratto da professionista |
| D        | Lucas Digne              | Lilla                 | definitivo (15 milioni €)   |
| D        | Jordan Ikoko             | Paris Saint-Germain 2 | contratto da professionista |
| D        | Loïck Landre             | Gazélec Ajaccio       | fine prestito               |
| D        | Diego Lugano             | Malaga                | fine prestito               |
| D        | Marquinhos               | Roma                  | definitivo (31,4 milioni €) |
| D        | Youssouf Sabaly          | Paris Saint-Germain 2 | contratto da professionista |
| C        | Mathieu Bodmer           | Saint-Étienne         | fine prestito               |
| C        | Neeskens Kebano          | Caen                  | fine prestito               |
| C        | Adrien Rabiot            | Tolosa                | fine prestito               |
| C        | Mohamed Sissoko          | Fiorentina            | fine prestito               |
| A        | Jean-Christophe Bahebeck | Troyes                | fine prestito               |
| A        | Edinson Cavani           | Napoli                | definitivo (64,5 milioni €) |
| A        | Jean-Eudes Maurice       | Le Mans               | fine prestito               |
| A        | Hervin Ongenda           | Paris Saint-Germain 2 | contratto da professionista |

| Cessioni | Cessioni                 | Cessioni          | Cessioni                    |
| R.       | Nome                     | a                 | Modalità                    |
| -------- | ------------------------ | ----------------- | --------------------------- |
| P        | Alphonse Areola          | Lens              | prestito                    |
| P        | Ronan Le Crom            |                   | fine carriera               |
| D        | Sylvain Armand           |                   | svincolato                  |
| D        | Antoine Conte            | Stade Reims       | prestito                    |
| D        | Jordan Ikoko             | Créteil-Lusitanos | prestito                    |
| D        | Loïck Landre             |                   | svincolato                  |
| D        | Diego Lugano             |                   | svincolato                  |
| D        | Youssouf Sabaly          | Évian TG          | prestito                    |
| D        | Mamadou Sakho            | Liverpool         | definitivo (19+4 milioni €) |
| D        | Siaka Tiéné              |                   | svincolato                  |
| C        | David Beckham            |                   | fine carriera               |
| C        | Mathieu Bodmer           |                   | svincolato                  |
| C        | Clément Chantôme         | Tolosa            | prestito                    |
| C        | Neeskens Kebano          |                   | svincolato                  |
| C        | Mohamed Sissoko          |                   | svincolato                  |
| A        | Jean-Christophe Bahebeck | Valenciennes      | prestito                    |
| A        | Kevin Gameiro            | Siviglia          | definitivo (9,7 milioni €)  |

### Sessione invernale(dall'1/01 al 31/01)
Nel mercato di riparazione viene effettuato un nuovo innesto a centrocampo: Cabaye, nazionale francese proveniente dal Newcastle.
| Acquisti | Acquisti     | Acquisti      | Acquisti                  |
| R.       | Nome         | da            | Modalità                  |
| -------- | ------------ | ------------- | ------------------------- |
| C        | Yohan Cabaye | Newcastle Utd | definitivo (25 milioni €) |

## Risultati

### Ligue 1

#### Girone di andata
| Arbitro: | Jaffredo |

|             |           |             |
| Cabella 10’ | Marcatori | 60’ Maxwell |

| Arbitro: | Rainville |

|            |           |             |
| Cavani 86’ | Marcatori | 9’ Pedretti |

| Arbitro: | Fautrel |

|                 |           |                        |
| Alex 52’ (aut.) | Marcatori | 24’ Cavani 73’ Lavezzi |

| Arbitro: | Bastien |

|                                |           |  |
| Rabiot 90+1’ Ibrahimović 90+3’ | Marcatori |  |

| Arbitro: | Gautier |

|  |           |                       |
|  | Marcatori | 30’ Matuidi 64’ Lucas |

| Arbitro: | Chapron |

|                |           |            |
| Ibrahimović 4’ | Marcatori | 20’ Falcao |

| Arbitro: | Buquet |

|  |           |              |
|  | Marcatori | 45+2’ Cavani |

| Arbitro: | Ennjimi |

|                                  |           |  |
| Marquinhos 41’ Cavani 79’ (rig.) | Marcatori |  |

| Arbitro: | Turpin |

|                 |           |                                    |
| Ayew 34’ (rig.) | Marcatori | 45’ Maxwell 66’ (rig.) Ibrahimović |

| Arbitro: | Varela |

|                                             |           |  |
| Ibrahimović 10’, 13’ Cavani 62’, 89’ (rig.) | Marcatori |  |

| Arbitro: | Buquet |

|                         |           |                          |
| Corgnet 18’ Hamouma 51’ | Marcatori | 68’ Cavani 90+3’ Matuidi |

| Arbitro: | Duhamel |

|                                    |           |  |
| Lucas 3’ Ménez 39’ Cavani 43’, 81’ | Marcatori |  |

| Arbitro: | Delerue |

|                                  |           |                |
| Ibrahimović 39’, 57’ (rig.), 75’ | Marcatori | 70’ Pejčinović |

| Arbitro: | Bastien |

|  |           |                                       |
|  | Marcatori | 25’ Lucas 60’ Ménez 90+1’ Ibrahimović |

| Arbitro: | Gautier |

|                                                                |           |  |
| Cavani 36’ Ibrahimović 41’ (rig.), 83’ (rig.) Thiago Silva 60’ | Marcatori |  |

| Arbitro: | Jaffredo |

|                         |           |  |
| N'Sikulu 75’ Sougou 87’ | Marcatori |  |

| Arbitro: | Ennjimi |

|                                                                |           |  |
| Thiago Silva 14’ Lavezzi 47’ Cavani 62’ Ibrahimović 86’, 90+1’ | Marcatori |  |

| Arbitro: | Lannoy |

|                  |           |                                                      |
| Alessandrini 67’ | Marcatori | 19’ Thiago Motta 52’ (rig.) Ibrahimović 90+1’ Cavani |

| Arbitro: | Fautrel |

|                                 |           |                      |
| Ibrahimović 36’ Baša 72’ (aut.) | Marcatori | 44’ Mavuba 53’ Kalou |

#### Girone di ritorno
| Arbitro: | Rainville |

|            |           |                         |
| Eduardo 6’ | Marcatori | 41’ Lavezzi 74’ Matuidi |

| Arbitro: | Delerue |

|                                                                          |           |  |
| Thiago Silva 10’ Ibrahimović 36’ (rig.), 64’ Thiago Motta 51’ Cavani 58’ | Marcatori |  |

| Arbitro: | Ennjimi |

|              |           |          |
| Yatabaré 84’ | Marcatori | 87’ Alex |

| Arbitro: | Chapron |

|                          |           |  |
| Ibrahimović 58’ Alex 88’ | Marcatori |  |

| Arbitro: | Lannoy |

|                         |           |            |
| Thiago Silva 74’ (aut.) | Marcatori | 8’ Pastore |

| Arbitro: | Desiage |

|                                                    |           |  |
| Lavezzi 18’ Ibrahimović 50’ Kagelmacher 52’ (aut.) | Marcatori |  |

| Arbitro: | Rainville |

|                     |           |                                              |
| Ben Yedder 44’, 72’ | Marcatori | 32’ (rig.), 68’, 89’ Ibrahimović 56’ Lavezzi |

| Arbitro: | Buquet |

|                        |           |  |
| Maxwell 50’ Cavani 79’ | Marcatori |  |

| Arbitro: | Bastien |

|  |           |                                 |
|  | Marcatori | 6’ Ibrahimović 19’, 88’ Lavezzi |

| Arbitro: | Jaffredo |

|                      |           |  |
| Ibrahimović 14’, 40’ | Marcatori |  |

| Arbitro: | Turpin |

|  |           |                  |
|  | Marcatori | 41’ Thiago Motta |

| Arbitro: | Ennjimi |

|  |           |                          |
|  | Marcatori | 41’ (aut.) Kolodziejczak |

| Arbitro: | Duhamel |

|                                         |           |  |
| Cavani 43’ Mandi 48’ (aut.), 89’ (aut.) | Marcatori |  |

| Arbitro: | Turpin |

|           |           |  |
| Ferri 31’ | Marcatori |  |

| Arbitro: | Lesage |

|             |           |  |
| Matuidi 89’ | Marcatori |  |

| Arbitro: | Desiage |

|                         |           |            |
| Thiago Silva 56’ (aut.) | Marcatori | 24’ Cavani |

| Arbitro: | Gautier |

|            |           |                    |
| Lavezzi 3’ | Marcatori | 23’ Kadir 27’ Ntep |

| Arbitro: | Buquet |

|             |           |                                      |
| Deplace 90’ | Marcatori | 41’ Marquinhos 65’ Lucas 82’ Matuidi |

| Arbitro: | Duhamel |

|                                                 |           |  |
| Lavezzi 2’ Ibrahimović 20’ Lucas 49’ Rabiot 88’ | Marcatori |  |

### Coupe de France

#### Fase a eliminazione diretta
| Arbitro: | Kalt |

|                         |           |                                                        |
| Lesoimier 33’ Ayité 89’ | Marcatori | 10’, 39’, 42’ Ibrahimović 15’ Thiago Motta 46’ Lavezzi |

| Arbitro: | Thual |

|            |           |                        |
| Cavani 30’ | Marcatori | 20’ Congré 69’ Montaño |

### Coupe de la Ligue

#### Fase a eliminazione diretta
| Arbitro: | Duhamel |

|                  |           |            |
| Cavani 24’, 117’ | Marcatori | 78’ Erdinç |

| Arbitro: | Buquet |

|                 |           |                                    |
| Biyogo Poko 48’ | Marcatori | 45’ Pastore 85’ Rabiot 88’ Matuidi |

| Arbitro: | Duhamel |

|              |           |                     |
| Veigneau 81’ | Marcatori | 5’, 90’ Ibrahimović |

| Arbitro: | Lannoy |

|               |           |                       |
| Lacazette 56’ | Marcatori | 4’, 33’ (rig.) Cavani |

### Champions League

#### Fase a gironi
| Arbitro: | Brych |

|           |           |                                                 |
| Weiss 25’ | Marcatori | 19’ Cavani 68’, 73’ Thiago Motta 86’ Marquinhos |

| Arbitro: | Rizzoli |

|                                    |           |  |
| Ibrahimović 5’, 30’ Marquinhos 25’ | Marcatori |  |

| Arbitro: | Borbalán |

|  |           |                                           |
|  | Marcatori | 17’, 22’, 36’, 62’ Ibrahimović 52’ Cavani |

| Arbitro: | Strahonja |

|                 |           |              |
| Ibrahimović 70’ | Marcatori | 68’ de Zeeuw |

| Arbitro: | Thomson |

|                           |           |             |
| Ibrahimović 7’ Cavani 90’ | Marcatori | 80’ Manolas |

| Arbitro: | Clattenburg |

|                     |           |            |
| Lima 45’ Gaitán 58’ | Marcatori | 37’ Cavani |

#### Fase a eliminazione diretta
| Arbitro: | Kassai |

|  |           |                                                   |
|  | Marcatori | 3’ Matuidi 39’ (rig.), 42’ Ibrahimović 88’ Cabaye |

| Arbitro: | Bebek |

|                            |           |        |
| Marquinhos 13’ Lavezzi 53’ | Marcatori | 6’ Sam |

| Arbitro: | Mažić |

|                                          |           |                   |
| Lavezzi 4’ Luiz 61’ (aut.) Pastore 90+3’ | Marcatori | 27’ (rig.) Hazard |

| Arbitro: | Proença |

|                     |           |  |
| Schürrle 32’ Ba 87’ | Marcatori |  |

### Trophée des champions
| Arbitro: | Nzolo |

|                        |           |            |
| Ongenda 81’ Alex 90+3’ | Marcatori | 38’ Saivet |

## Statistiche

### Statistiche di squadra
| Competizione          | Punti | In casa | In casa | In casa | In casa | In casa | In casa | In trasferta | In trasferta | In trasferta | In trasferta | In trasferta | In trasferta | Totale | Totale | Totale | Totale | Totale | Totale | DR  |
| Competizione          | Punti | G       | V       | N       | P       | Gf      | Gs      | G            | V            | N            | P            | Gf           | Gs           | G      | V      | N      | P      | Gf     | Gs     | DR  |
| --------------------- | ----- | ------- | ------- | ------- | ------- | ------- | ------- | ------------ | ------------ | ------------ | ------------ | ------------ | ------------ | ------ | ------ | ------ | ------ | ------ | ------ | --- |
| Ligue 1               | 89    | 19      | 15      | 3       | 1       | 51      | 7       | 19           | 12           | 5            | 2            | 33           | 16           | 38     | 27     | 8      | 3      | 84     | 23     | +61 |
| Coupe de France       | -     | 1       | 0       | 0       | 1       | 1       | 2       | 1            | 1            | 0            | 0            | 5            | 2            | 2      | 1      | 0      | 1      | 6      | 4      | +2  |
| Coupe de la Ligue     | -     | 1       | 1       | 0       | 0       | 2       | 1       | 2            | 2            | 0            | 0            | 5            | 2            | 4      | 4      | 0      | 0      | 9      | 4      | +5  |
| Champions League      | -     | 5       | 4       | 1       | 0       | 11      | 4       | 5            | 3            | 0            | 2            | 14           | 5            | 10     | 7      | 1      | 2      | 25     | 9      | +16 |
| Trophée des champions | -     | -       | -       | -       | -       | -       | -       | -            | -            | -            | -            | -            | -            | 1      | 1      | 0      | 0      | 2      | 1      | +1  |
| Totale                | -     | 26      | 20      | 4       | 2       | 65      | 14      | 27           | 18           | 6            | 4            | 56           | 26           | 55     | 40     | 9      | 6      | 126    | 41     | +85 |

### Andamento in campionato
| Giornata  | 1  | 2  | 3 | 4 | 5 | 6 | 7 | 8 | 9 | 10 | 11 | 12 | 13 | 14 | 15 | 16 | 17 | 18 | 19 | 20 | 21 | 22 | 23 | 24 | 25 | 26 | 27 | 28 | 29 | 30 | 31 | 32 | 33 | 34 | 35 | 36 | 37 | 38 |
| --------- | -- | -- | - | - | - | - | - | - | - | -- | -- | -- | -- | -- | -- | -- | -- | -- | -- | -- | -- | -- | -- | -- | -- | -- | -- | -- | -- | -- | -- | -- | -- | -- | -- | -- | -- | -- |
| Luogo     | T  | C  | T | C | T | C | T | C | T | C  | T  | C  | C  | T  | C  | T  | C  | T  | C  | T  | C  | T  | C  | T  | C  | T  | C  | T  | C  | T  | T  | C  | T  | C  | T  | C  | T  | C  |
| Risultato | N  | N  | V | V | V | N | V | V | V | V  | N  | V  | V  | V  | V  | P  | V  | V  | N  | V  | V  | N  | V  | N  | V  | V  | V  | V  | V  | V  | V  | V  | P  | V  | N  | P  | V  | V  |
| Posizione | 11 | 13 | 8 | 4 | 3 | 2 | 2 | 2 | 2 | 1  | 1  | 1  | 1  | 1  | 1  | 1  | 1  | 1  | 1  | 1  | 1  | 1  | 1  | 1  | 1  | 1  | 1  | 1  | 1  | 1  | 1  | 1  | 1  | 1  | 1  | 1  | 1  | 1  |

Fonte:  Classements, su lfp.fr, LFP.
Legenda:

Luogo: C = Casa; T = Trasferta. Risultato: V = Vittoria; N = Pareggio; P = Sconfitta.

### Statistiche dei giocatori
| Giocatore       | Ligue 1  | Ligue 1 | Ligue 1     | Ligue 1    | Coupe de France Coupe de la Ligue | Coupe de France Coupe de la Ligue | Coupe de France Coupe de la Ligue | Coupe de France Coupe de la Ligue | Champions League | Champions League | Champions League | Champions League | Trophée des champions | Trophée des champions | Trophée des champions | Trophée des champions | Totale   | Totale | Totale      | Totale     |
| Giocatore       | Presenze | Reti    | Ammonizioni | Espulsioni | Presenze                          | Reti                              | Ammonizioni                       | Espulsioni                        | Presenze         | Reti             | Ammonizioni      | Espulsioni       | Presenze              | Reti                  | Ammonizioni           | Espulsioni            | Presenze | Reti   | Ammonizioni | Espulsioni |
| --------------- | -------- | ------- | ----------- | ---------- | --------------------------------- | --------------------------------- | --------------------------------- | --------------------------------- | ---------------- | ---------------- | ---------------- | ---------------- | --------------------- | --------------------- | --------------------- | --------------------- | -------- | ------ | ----------- | ---------- |
| Alex            | 31       | 2       | 6           | 0          | 1+2                               | 0                                 | 0                                 | 0                                 | 7                | 0                | 2                | 0                | 1                     | 1                     | 0                     | 0                     | 42       | 3      | 8           | 0          |
| M. Bodmer       | -        | -       | -           | -          | -                                 | -                                 | -                                 | -                                 | -                | -                | -                | -                | 0                     | 0                     | 0                     | 0                     | 0        | 0      | 0           | 0          |
| Y. Cabaye       | 15       | 0       | 2           | 0          | 0+2                               | 0                                 | 0                                 | 0                                 | 4                | 1                | 0                | 0                | -                     | -                     | -                     | -                     | 21       | 1      | 2           | 0          |
| Z. Camara       | 6        | 0       | 0           | 0          | 0+1                               | 0                                 | 0                                 | 0                                 | 4                | 0                | 0                | 0                | 0                     | 0                     | 0                     | 0                     | 11       | 0      | 0           | 0          |
| E. Cavani       | 30       | 16      | 2           | 0          | 2+3                               | 1+4                               | 0+1                               | 0                                 | 8                | 4                | 3                | 0                | -                     | -                     | -                     | -                     | 43       | 25     | 6           | 0          |
| C. Chantôme     | -        | -       | -           | -          | -                                 | -                                 | -                                 | -                                 | -                | -                | -                | -                | 0                     | 0                     | 0                     | 0                     | 0        | 0      | 0           | 0          |
| K. Coman        | 2        | 0       | 0           | 0          | 0                                 | 0                                 | 0                                 | 0                                 | 0                | 0                | 0                | 0                | 1                     | 0                     | 0                     | 0                     | 3        | 0      | 0           | 0          |
| A. Conte        | -        | -       | -           | -          | -                                 | -                                 | -                                 | -                                 | -                | -                | -                | -                | -                     | -                     | -                     | -                     | -        | -      | -           | -          |
| L. Digne        | 15       | 0       | 3           | 0          | 1+2                               | 0                                 | 0                                 | 0                                 | 2                | 0                | 0                | 0                | 0                     | 0                     | 0                     | 0                     | 20       | 0      | 3           | 0          |
| N. Douchez      | 1        | 0       | 0           | 0          | 2+3                               | -4-3                              | 0                                 | 0                                 | 0                | 0                | 0                | 0                | 0                     | 0                     | 0                     | 0                     | 6        | -4     | 0           | 0          |
| Z. Ibrahimović  | 33       | 26      | 7           | 0          | 2+2                               | 3+2                               | 0                                 | 0                                 | 8                | 10               | 0                | 0                | 1                     | 0                     | 0                     | 0                     | 46       | 41     | 7           | 0          |
| C. Jallet       | 13       | 0       | 1           | 0          | 0+1                               | 0                                 | 0                                 | 0                                 | 3                | 0                | 1                | 0                | 1                     | 0                     | 0                     | 0                     | 18       | 0      | 2           | 0          |
| N. Kebano       | -        | -       | -           | -          | -                                 | -                                 | -                                 | -                                 | -                | -                | -                | -                | -                     | -                     | -                     | -                     | -        | -      | -           | -          |
| E. Lavezzi      | 32       | 9       | 2           | 0          | 1+4                               | 1+0                               | 0+1                               | 0                                 | 10               | 2                | 0                | 0                | 1                     | 0                     | 0                     | 0                     | 48       | 12     | 3           | 0          |
| Lucas           | 36       | 5       | 2           | 0          | 2+4                               | 0                                 | 0                                 | 0                                 | 10               | 0                | 1                | 0                | 1                     | 0                     | 0                     | 0                     | 53       | 5      | 3           | 0          |
| M. Maignan      | -        | -       | -           | -          | 0                                 | 0                                 | 0                                 | 0                                 | -                | -                | -                | -                | 0                     | 0                     | 0                     | 0                     | 0        | 0      | 0           | 0          |
| Marquinhos      | 21       | 2       | 3           | 0          | 1+2                               | 0                                 | 0                                 | 0                                 | 8                | 3                | 0                | 0                | -                     | -                     | -                     | -                     | 32       | 5      | 3           | 0          |
| B. Matuidi      | 36       | 5       | 4           | 0          | 2+4                               | 0+1                               | 1+0                               | 0                                 | 9                | 1                | 2                | 0                | 1                     | 0                     | 1                     | 0                     | 52       | 7      | 8           | 0          |
| J.E. Maurice    | -        | -       | -           | -          | -                                 | -                                 | -                                 | -                                 | -                | -                | -                | -                | -                     | -                     | -                     | -                     | -        | -      | -           | -          |
| Maxwell         | 24       | 3       | 2           | 0          | 1+2                               | 0                                 | 0+1                               | 0                                 | 8                | 0                | 1                | 0                | 1                     | 0                     | 0                     | 0                     | 36       | 3      | 4           | 0          |
| J. Ménez        | 16       | 2       | 2           | 0          | 2+4                               | 0                                 | 0                                 | 0                                 | 4                | 0                | 1                | 0                | 0                     | 0                     | 0                     | 0                     | 26       | 2      | 3           | 0          |
| H. Ongenda      | 6        | 0       | 1           | 0          | 1+0                               | 0                                 | 0                                 | 0                                 | 0                | 0                | 0                | 0                | 1                     | 1                     | 0                     | 0                     | 8        | 1      | 1           | 0          |
| J. Pastore      | 29       | 1       | 2           | 0          | 2+3                               | 0+1                               | 0                                 | 0                                 | 6                | 1                | 0                | 0                | 1                     | 0                     | 0                     | 0                     | 41       | 3      | 2           | 0          |
| A. Rabiot       | 25       | 2       | 2           | 0          | 1+2                               | 0+1                               | 0                                 | 0                                 | 6                | 0                | 2                | 0                | -                     | -                     | -                     | -                     | 34       | 3      | 4           | 0          |
| M. Sakho        | 0        | 0       | 0           | 0          | -                                 | -                                 | -                                 | -                                 | -                | -                | -                | -                | 0                     | 0                     | 0                     | 0                     | 0        | 0      | 0           | 0          |
| S. Sirigu       | 37       | -23     | 0           | 0          | 0+1                               | 0-1                               | 0                                 | 0                                 | 10               | -9               | 0                | 0                | 1                     | -1                    | 0                     | 0                     | 49       | -33    | 0           | 0          |
| M. Sissoko      | -        | -       | -           | -          | -                                 | -                                 | -                                 | -                                 | -                | -                | -                | -                | 0                     | 0                     | 0                     | 0                     | 0        | 0      | 0           | 0          |
| Thiago Motta    | 32       | 3       | 8           | 1          | 2+3                               | 1+0                               | 0                                 | 0                                 | 9                | 2                | 2                | 0                | 1                     | 0                     | 1                     | 0                     | 47       | 6      | 11          | 1          |
| Thiago Silva    | 28       | 3       | 1           | 0          | 2+4                               | 0                                 | 1+0                               | 0                                 | 7                | 0                | 0                | 0                | 1                     | 0                     | 0                     | 0                     | 42       | 3      | 2           | 0          |
| K. Traoré       | -        | -       | -           | -          | -                                 | -                                 | -                                 | -                                 | 1                | 0                | 0                | 0                | -                     | -                     | -                     | -                     | 1        | 0      | 0           | 0          |
| G. van der Wiel | 25       | 0       | 2           | 0          | 2+2                               | 0                                 | 0                                 | 0                                 | 6                | 0                | 3                | 0                | 0                     | 0                     | 0                     | 0                     | 35       | 0      | 5           | 0          |
| M. Verratti     | 29       | 0       | 10          | 0          | 1+4                               | 0                                 | 0+2                               | 0                                 | 8                | 0                | 3                | 1                | 1                     | 0                     | 0                     | 0                     | 43       | 0      | 15          | 1          |